# Сади Лоді

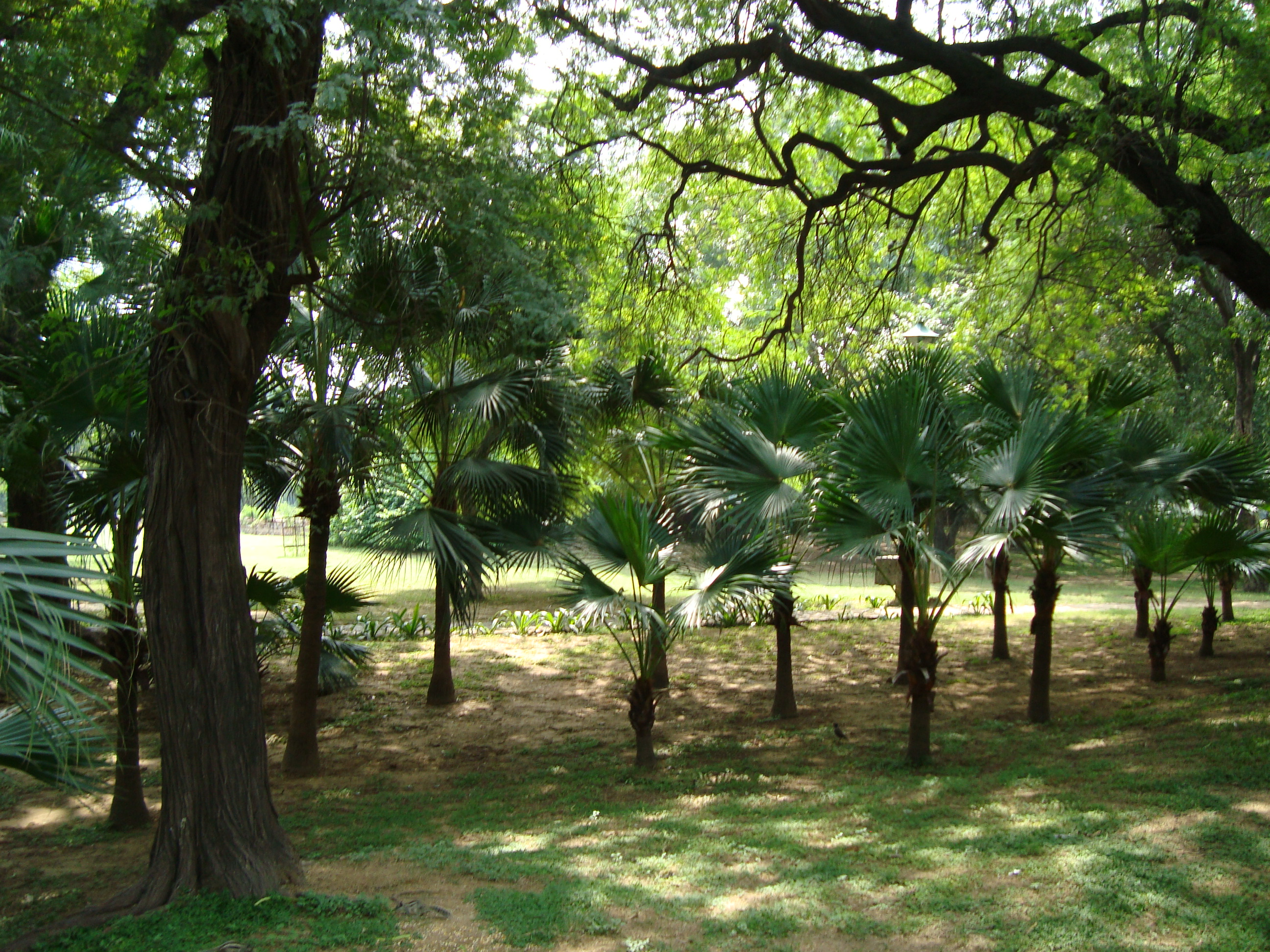
Сади Лоді

Сади Лоді (англ. Lodi Gardens, гінді लोधी बाग़, урду لودھی باغ) — міський парк в Делі, Індія. Парк займає площу близько 0,36 км² та містить гробницю Мухаммад Шаха, Сікандара Лоді, Шиш Ґумбада і Бара Ґамбада, приклади архітектури 15 століття, коли в Делі панували пуштунські династії Сайїд і Лоді. Зараз парк знаходиться під охороною Археологічного нагляду Індії (ASI).
Сади розташовані між ринком Кхан і Гробницею Сафдарджанґа на Дорозі Лоді. Парк є популярним місцем відпочинку мішканців Делі.